# A nevem Earl
A nevem Earl (eredeti címen: My name is Earl) 2005 és 2009 között vetített amerikai vígjátéksorozat. Az első epizódot az NBC sugározta 2005. szeptember 20-án, míg az utolsó epizód 2009. május 14-én került adásba. Magyarországon a Comedy Central mutatta be először.

## Összefoglaló
A főszereplő Earl Hickey (Jason Lee) és a valamivel lassabb felfogású öccse, Randy Hickey (Ethan Suplee). A történet szerint Earl rengeteg csínyt követett el a legkülönbözőbb emberekkel szemben és emiatt rengeteg rossz dolog is érte. Arra a felismerésre jutott, hogy mindennek a hátterében az így felépített rossz karmája áll, tehát elhatározza, hogy megváltozik. Jó útra tér, összeszedi a rossz cselekedeteit és egyenként jóváteszi mindet. A cselekmény előrehaladtával a karmája is érezhetően javul, a sors már inkább jutalmazza, mint bünteti.

## Szereplők
| Színész                   | Szerep                         | Magyar hang                                                                             |
| ------------------------- | ------------------------------ | --------------------------------------------------------------------------------------- |
| Jason Lee                 | Earl Hickey                    | Lux Ádám                                                                                |
| Ethan Suplee              | Randy Hickey                   | Seder Gábor                                                                             |
| Jaime Pressly             | Joy Turner                     | Mezei Kitty                                                                             |
| Nadine Velazquez          | Catalina Aruca                 | Kisfalvi Krisztina Németh Kriszta (57. és 59. rész)                                     |
| Eddie Steeples            | Darnell 'Rákos' Turner         | Kossuth Gábor                                                                           |
| Noah Crawford             | Earl Hickey fiatalon           | Timon Barna                                                                             |
| Alyssa Milano             | Billie Cunnigham               | Nyírő Bea                                                                               |
| Beau Bridges              | Carl Hickey                    | Cs. Németh Lajos                                                                        |
| Nancy Lenehan             | Kay Hickey                     | Tóth Judit                                                                              |
| Gregg Binkley             | Kenny James                    | Kerekes József (1-3. évad) ? (4. évad)                                                  |
| Andy Pessoa (fiatalon)    | Kenny James                    | Bogdán Gergő                                                                            |
| Norm Macdonald            | Kis Chubby                     | Kautzky Armand                                                                          |
| Burt Reynolds             | Chubby                         | Szersén Gyula ? (96. rész)                                                              |
| Mike O'Malley             | Stuart Daniels rendőr          | Kapácsy Miklós (1-3. évad) Turi Bálint (4. évad)                                        |
| Billy Gardell             | Jeff Hoyne rendőr              | Besenczi Árpád (2-3. évad) Imre István (76. rész) Hegedüs Miklós (94. és 95. rész)      |
| Billy Gardell             | Billy Hoyne                    | Besenczi Árpád                                                                          |
| Tim Stack                 | Tim Stack                      | Orosz István (2-3. évad) Juhász György (4. évad)                                        |
| Michael Rapaport          | Frank                          | Pusztaszeri Kornél                                                                      |
| Raymond Cruz              | Paco                           | Háda János                                                                              |
| Dale Dickey               | Patty                          | Rátonyi Hajni (1-3. évad) Sági Tímea (4. évad)                                          |
| Abdoulaye NGom            | Nescobar-A-Lop-Lop             | Beratin Gábor Presits Tamás (95. rész)                                                  |
| Tamala Jones              | Liberty Washington             | Náray Erika                                                                             |
| DJ Qualls                 | Ray-Ray                        | Pálmai Szabolcs                                                                         |
| Craig T. Nelson           | Jerry Hazelwood börtönigazgató | Rosta Sándor ? (49. rész)                                                               |
| Silas Weir Mitchell       | Donny Jones                    | Szatmári Attila ? (79. rész)                                                            |
| Juan Pope                 | Jasper                         | Maday Gábor Tóth Roland (12. rész)                                                      |
| Eric Allan Kramer         | Jim                            | Juhász György                                                                           |
| Johnny Sneed              | Will                           | Juhász György                                                                           |
| Tim DeKay                 | Hank Lange                     | Kassai Károly                                                                           |
| Clint Howard              | Rémes Rodney                   | Imre István (1. évad) Katona Zoltán (4. évad)                                           |
| Giovanni Ribisi           | Raph Mariano                   | Vári Attila                                                                             |
| Leo Fitzpatrick           | Sonny                          | Előd Botond                                                                             |
| Kathryn Joosten           | Donny Jones anyja              | Kassai Ilona                                                                            |
| Peggy Stewart             | Dotty Lake                     | Kassai Ilona                                                                            |
| Cheryl Hawker             | Rosie                          | Némedi Mari                                                                             |
| Beth Riesgraf             | Natalie Druckworth             | Solecki Janka                                                                           |
| Judy Greer                | Maggie Lester                  | Solecki Janka                                                                           |
| Dax Shepard               | Dirk                           | Galbenisz Tomasz                                                                        |
| Jason Priestley           | Blake                          | Galbenisz Tomasz                                                                        |
| Neil Hopkins              | Zeke                           | Galbenisz Tomasz                                                                        |
| Missi Pyle                | Shelly Stoker                  | Agócs Judit                                                                             |
| Jenny McCarthy            | Wendie                         | Agócs Judit                                                                             |
| Johnny Galecki            | Scott                          | Dányi Krisztián                                                                         |
| Kristina Hayes            | Jess                           | Németh Kriszta                                                                          |
| Juliette Lewis            | Jesse                          | Németh Kriszta                                                                          |
| Brett Buttler             | Connie Darville                | Molnár Zsuzsa                                                                           |
| Kipp Shiotani             | Marty Park                     | Mesterházy Gyula                                                                        |
| Harland Williams          | Johnny Bubblewrap              | Mesterházy Gyula                                                                        |
| Ramon Chavez              | Pops                           | Szokolay Ottó                                                                           |
| Larry Hankin              | Tom Sparks                     | Szokolay Ottó                                                                           |
| David Hells               | Mr. Clevenger                  | Szokolay Ottó                                                                           |
| Hal Landon Jr.            | Mr. Hill                       | Szokolay Ottó                                                                           |
| Mark Christopher Lawrence | Jack Knox                      | Potocsny Andor                                                                          |
| Christopher Cho           | Férj                           | Potocsny Andor                                                                          |
| Vernard 'Bone' Hampton    | Őr                             | Potocsny Andor                                                                          |
| Adam Goldberg             | Philo                          | Tóth Roland                                                                             |
| Christine Taylor          | Alex Meyers                    | Roatis Andrea                                                                           |
| Malcolm David Kelley      | Alby Tollhurst                 | Morvay Gábor                                                                            |
| Leonard Earl Howze        | George Tollhurst               | Bolla Róbert                                                                            |
| John Amos                 | Joe                            | Bolla Róbert                                                                            |
| Charles S. Dutton         | Reggie                         | Bolla Róbert                                                                            |
| Timothy Olyphant          | Billy Reed                     | Kapácsy Miklós                                                                          |
| Miriam Shor               | Gwen Waters                    | Bertalan Ágnes                                                                          |
| Abdul Goznobi             | Iqball                         | Molnár Levente                                                                          |
| Max Perlich               | Paul                           | Megyeri János                                                                           |
| Jessica Caufiel           | Tatiana                        | Zsigmond Tamara                                                                         |
| Harry Karp                | Clerk                          | Pipó László (25. rész) Renácz Zoltán (47. rész)                                         |
| Josh Wolf                 | Josh                           | Turi Bálint (25. rész) Karácsonyi Zoltán (38. rész) Pipó László (49. rész) ? (95. rész) |
| Beth Grant                | Lorraine Mariano               | Bessenyei Emma                                                                          |
| Roseanne Barr             | Millie Banks                   | Andresz Kati                                                                            |
| Christian Slater          | Woody                          | Harcsik Róbert                                                                          |
| Marlee Matlin             | Ruby Withlow                   | Kokas Piroska                                                                           |
| Jonathan Slavin           | Doug                           | Bordás János                                                                            |
| Todd Giebenhain           | Arlo                           | Bordás János                                                                            |
| William Schallert         | Dr. Rudin                      | Várday Zoltán                                                                           |
| Susan Foley               | Tina Hayes                     | Pupos Tímea                                                                             |
| John Leguizamo            | Diego                          | Varga Gábor                                                                             |
| Kathy Kinney              | Bowman járőr                   | Bókai Mária                                                                             |
| Betty White               | Griselda Weezmer               | Bókai Mária                                                                             |
| John Waters               | Walter Hamelick                | Katona Zoltán                                                                           |
| Ernie Grunwald            | Pierre                         | Fekete Zoltán                                                                           |
| Leigh-Allyn Baker         | Nicole Moses                   | Ősi Ildikó                                                                              |
| Kurt Fuller               | Mr. Baldwin                    | Németh Gábor                                                                            |
| David Paymer              | Clark Clark                    | Németh Gábor                                                                            |
| Peter Mackenzie           | Daniel                         | Németh Gábor                                                                            |
| Jesse Head                | Nick Daley                     | Czető Roland                                                                            |
| Chelcie Ross              | Mr. Waadt                      | Harsányi Gábor                                                                          |
| Ben Foster                | Glen Shipley                   | Bartucz Attila                                                                          |
| Keith Oney                | Rab                            | Albert Péter                                                                            |
| Larry Joe Campbell        | Ron                            | Bácskai János                                                                           |
| Jeremy Howard             | Jeff Muskin                    | Turi Bálint                                                                             |
| Page Kennedy              | Jamal                          | Turi Bálint                                                                             |
| Rigo Sanchez              | Hector                         | Sörös Miklós                                                                            |
| John Hatosy               | John Clevenger                 | Szokol Péter                                                                            |
| Jamie McShane             | Carter O'Dell                  | Jakab Csaba                                                                             |
| Michael Waltrip           | önmaga                         | Jakab Csaba                                                                             |
| Christopher Thornton      | Brett Hansen                   | Láng Balázs                                                                             |
| Kevin Rankin              | T.R.                           | Joó Gábor                                                                               |
| Cooper Thornton           | Derrick Stone                  | Holl Nándor                                                                             |
| Jon Heder                 | Joel Malone                    | Seszták Szabolcs                                                                        |
| Deborah Ann Woll          | Greta                          | Haffner Anikó                                                                           |
| Seth Green                | Buddy Zaks                     | Hamvas Dániel                                                                           |
| Jerry Van Dyke            | Jerry                          | Garai Róbert                                                                            |
| Brian Norris (fiatalon)   | Jerry                          | Presits Tamás                                                                           |
| David Arquette            | Tuti Johnny                    | Bozsó Péter                                                                             |
| Gabrielle Dennis          | Sassy Black                    | Sági Tímea                                                                              |
| Joel David Moore          | Clyde                          | Magyar Bálint                                                                           |
| Courtney Gains            | Lloyd                          | Stern Dániel                                                                            |
| Ewen Bremner              | Laynard                        | Renácz Zoltán                                                                           |
| Faith Ford                | Rachel McGann                  | Dudás Eszter                                                                            |
| Adam Rose                 | Ronnie                         | Csőre Gábor                                                                             |
| Curtis Armstrong          | Chaz Dalton                    | Imre István                                                                             |
| Matthew Willing           | Wally Panzer                   | Both András                                                                             |
| Faizon Love               | Reverend Greene                | Barabás Kiss Zoltán                                                                     |
| Geraldo Rivera            | önmaga                         | Berzsenyi Zoltán                                                                        |
| Jane A. Johnston          | Idős sztriptíz táncos          | Bogdányi Titanilla                                                                      |

### Magyar változat
- Magyar szöveg: Nékám Petra
- Hangmérnök: Pető Gábor, Johannis Vilmos, Tóth Imre
- Vágó: Göblyös Attila, Zöld Zsófia, Szemerédi Gabriella
- Gyártásvezető: Gyarmati Zsolt, Vigvári Ágnes
- Szinkronrendező: Pócsik Ildikó, Berzsenyi Zoltán
- Produkciós vezető: Végh Ödön
- Felolvasó: Zahorán Adrienne

A szinkront a Comedy Central megbízásából az HBO (1-3. évad) és a Masterfilm Digital (4. évad) készítette.